# Marie Paquet-Steinhausen

Wilhelm Steinhausen: Marie Steinhausen (1908)

Marie Henriette Paquet-Steinhausen (* 8. September 1881 in Frankfurt am Main; † 17. Oktober 1958 ebenda) war eine deutsche Malerin, Lithographin und Porzellanmalerin.

## Leben und Werk
Marie Paquet-Steinhausen war die älteste Tochter des Malers Wilhelm Steinhausen und Ida Steinhausen, geb. Wöhler. Ihr Pate war Hans Thoma, Maler, Freund der Familie und Nachbar im Nebenhaus in Frankfurt am Main. Nach dem Besuch des Lyzeums wurde sie 16-jährig von ihrem Vater als Malerin ausgebildet – ihre einzige Ausbildungsstätte; im Hinblick auf den sie ausbildenden Vater wurde sie dessen einzige, im engeren Sinn Schülerin, ungewöhnlich, da er als Professor für Malerei unterrichtete und Möglichkeiten hatte, einen Schülerkreis aufzubauen. Marie wurde in ihrem Malstil von Hans Thoma und seiner Frau Cella Thoma mitgeprägt und gefördert, Reisen mit Rose Livingston, einer Freundin und Mäzenin ihres Vaters, brachten sie in Kontakt mit Kunst und Kultur im In- und Ausland. Dem Beispiel des Vaters folgend, entstanden Landschaftsbilder, und – ihn, der solche Werke nicht hervorbrachte, überflügelnd: – Blumenstillleben. Die junge Malerin stellte in Berlin und Frankfurt (ab 1904) aus, wobei die Kunstkritik, dem Zeitgeist verhaftet, das Frauen zugewiesene Sujet Blumenmalerei anerkannte und darin zwar ihre weiblichen Empfindungen lobte, ihr Können aber ignorierte. Marie Steinhausen stellte auch mit einer Reihe jüngerer, spätimpressionistischer Künstler aus, zu denen Ottilie W. Roederstein, die am Städel Malschülerinnen unterrichtete, zählte.

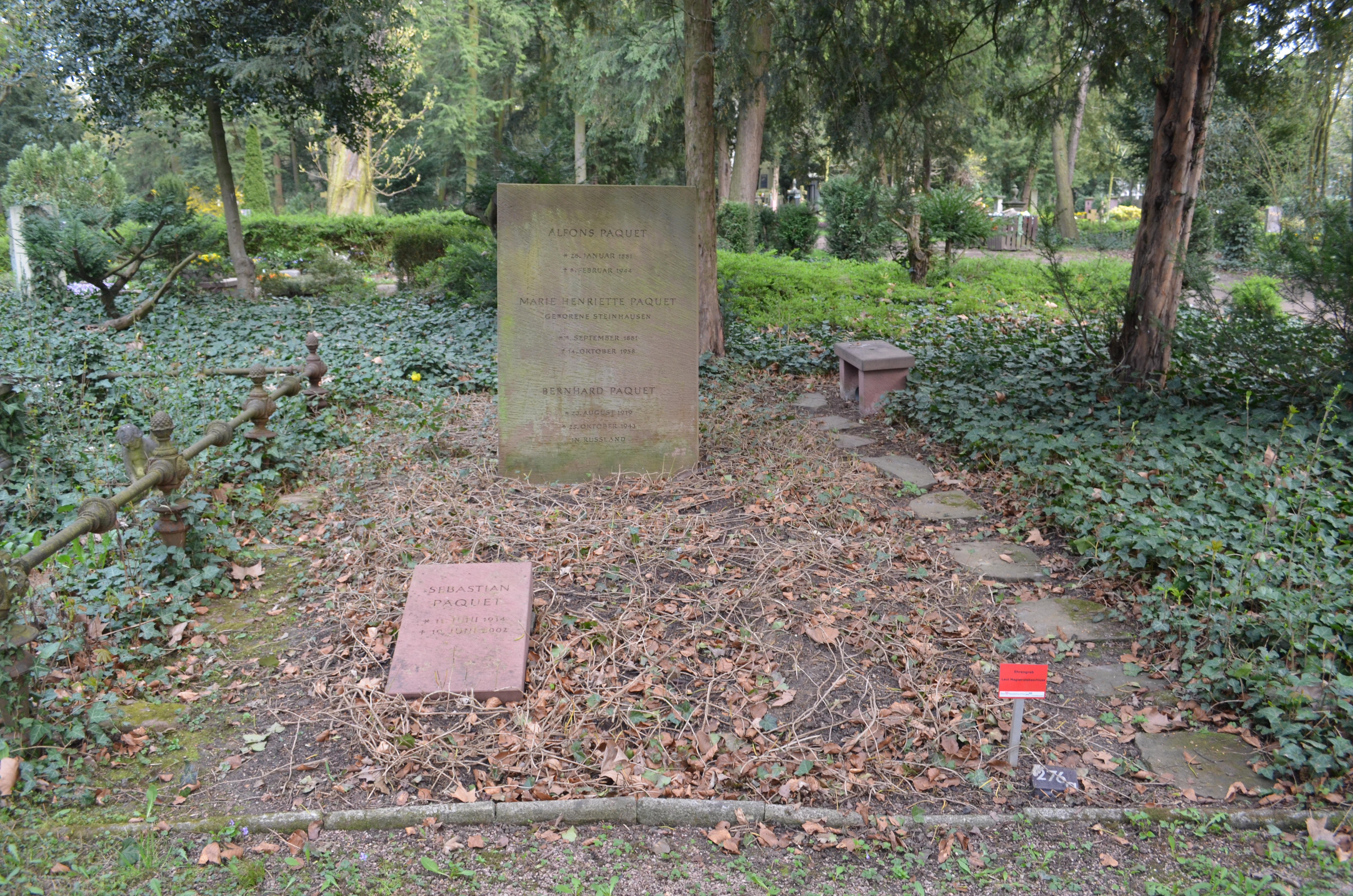
Familiengrabstätte Paquet

Alfons Paquet wurde am 18. Oktober 1910 ihr Ehemann. Marie Paquet-Steinhausen bezog mit ihm eine Bauhaus-Wohnung in Dresden-Hellerau, wo ihr Mann für den Deutschen Werkbund tätig war. Nach der Geburt ihrer beiden Töchter zog sie mit der Familie ins Rhein-Main-Gebiet zurück: nach Oberursel am Taunus, später in die Frankfurter Wolfsgangstraße 122 (das Elternhaus war in der Nr. 152). Ihre Tätigkeit als Malerin setzte sie fort, auch als Mutter von zwei weiteren Töchtern und zwei Söhnen. Bis zu ihrem Tode richtete sie sich stets ein Atelier ein. Paquet-Steinhausen empfand ihre wichtigste Schaffenszeit bis 1910, dem Jahr, in dem ihre Eltern die Burg Schöneck im Hunsrück als Altersruhesitz erwarben. Nach dem Tode ihres Vaters 1924 übernimmt Marie dessen Atelier im Städel, 1925 entsteht ein Selbstbildnis, in dem sie sich in ihrer gesellschaftlichen Position, nicht aber in ihrem Metier, der Malerei, porträtiert. Gleichwohl verstand sie sich als dasjenige der sechs Kinder ihrer Eltern, das die Maltradition von Wilhelm Steinhausen aufnahm und fortführte. Paquet-Steinhausen studierte 1932 in Paris Porträtmalerei. 1936 zog sie ans Frankfurter Mainufer um. Das Wohnhaus wurde 1944 bei einem Bombenangriff zerstört, bei einem ähnlichen zuvor war dort ihr Ehemann umgekommen. Paquet-Steinhausen fand Zuflucht in der elterlichen Burg Schöneck. Sie kehrte 1950 nach Frankfurt zurück, reiste und entwickelte ihren Stil weiter. Zu ihrem 70. Geburtstag fand in Frankfurt am Main eine Würdigung in Form einer Ausstellung statt.

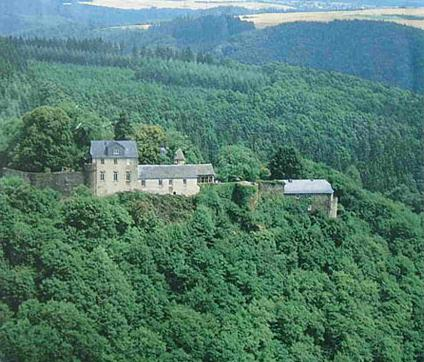
Burg Schöneck, Boppard, Hunsrück

## Leistungen
Marie Paquet-Steinhausen ist die seltene Ausnahme einer Malerin, der es in einer Epoche, die Frauen entweder bestimmte Sujets zuordnete (Heim und Herd) sowie die Ausbildung verweigerte oder erschwerte, sowohl die Gründung einer (großen, eigenen) Familie als auch die dauerhafte Präsenz auf der Bühne der Bildenden Kunst gelang. Viele ihrer Bilder sind verbrannt, Auftragsporträts sind gänzlich verschollen.

## Werke (Auswahl)
- Blumenstilleben (um 1905)
- Kristalle und Muscheln (1908)
- Weiße Lilien am Bodensee (1910)
- Strauß mit Regenbogen (1910)
- Selbstbildnisse (1925 und 1926)
- Blick vom Neroberg auf Wiesbaden (1939)
- Kurhessenstrasse (1951)
- Blumenstilleben (1909)